# Amburana
Amburana je rod rostlin z čeledi bobovité (Fabaceae). Zahrnuje 2 druhy stromů se zpeřenými listy a drobnými květy, vyskytující se v Jižní Americe od Brazílie po Argentinu. Oba druhy poskytují ceněné dřevo. Ze semen Amburana acreana se získává vonný prchavý olej. Sirup z A. cearensis slouží při léčení respiračních chorob.

## Popis
Zástupci rodu Amburana jsou 10 až 30 metrů vysoké stromy. Listy jsou lichozpeřené, složené z 5 až 12 párů střídavých oválných lístků. Květy jsou drobné, nažloutle bílé, vonné, v dlouhých úžlabních hroznech. Kalich je trubkovitý, na vrcholu s 5 krátkými zuby. Koruna je tvořena jediným, okrouhle srdčitým, krátce nehetnatým korunním lístkem. Tyčinek je 10 a jsou volné. Semeník je dlouze stopkatý se stopkou povětšině přirostlou ke kališní trubce, se 2 vajíčky a krátkou zahnutou čnělkou zakončenou drobnou bliznou. Plody jsou podlouhlé, úzké, ploché suché a kožovité, za zralosti na konci pukající 2 chlopněmi. Obsahují 1 nebo 2 semena s hrubým povrchem, opatřená papírovitým křídlem.

## Rozšíření
Rod Amburana zahrnuje 2 druhy. Jsou rozšířeny v Jižní Americe v Brazílii, Bolívii, Peru a severovýchodní Argentině. Jsou hojné ve vysokých lesích a na nezaplavovaných územích podél řek. V Brazílii je A. cearensis složkou tzv. caatinga, rostlinných společenstev v polosuchých oblastech.

## Ekologické interakce
Mladé rostliny Amburana cearensis vytvářejí podzemní dřevnatý orgán mrkvovitého tvaru se zásobou vody a živin, což je považováno za přizpůsobení se suchým stanovištím.

## Význam
Dřevo obou druhů rodu Amburana je dosti ceněné, dobře opracovatelné a dekorativní. Je používáno zejména v tesařství, truhlářství a bednářství. Při opracovávání voní po kumarinu. Dřevo druhu A. cearensis je obvykle obchodováno pod jménem cerejeira, dřevo mohutnějšího druhu A. acreana jako ishpingo. V severovýchodní Brazílii má Amburana cearensis velký ekonomický význam.
Ze semen Amburana se získává prchavý olej vonící po vanilce a s podobným použitím jako olej ze silovoně (Dipteryx). Slouží zejména na ovonění mýdla a tabáku, a také jako insekticid. Prach ze dřeva A. cearensis se přidává do sudů s pálenkou z cukrové třtiny, aby se urychlilo její zrání.
Sirup ze semen a kůry A. cearensis mají využití v medicíně při léčení respiračních onemocnění jako je chřipka, zánět průdušek a astma a je vyráběn i průmyslově.

## Přehled druhů a jejich rozšíření
- Amburana acreana - Brazílie a Bolívie
- Amburana cearensis - Bolívie, Brazílie, Peru a severovýchodní Argentina[5]